# Warlock
Warlock — німецький метал-гурт.

## Історія
Гурт виник у жовтні 1982 року в Дюссельдорфі, й до нього входили музиканти, які раніше співпрацювали з командою Snakebite.
У першому складі, крім вокалістки Доро Пеш, були також два гітаристи Петер Сігеті та Руді Граф, а також барабанщик Міхаель Юріх. Потім до них приєднався ще басист, якого швидко замінив басист Франк Ріттель. Назву гурту Warlock («чорнокнижник», «чарівник» чи «маг») запропонував Граф, який тоді захоплювався серією коміксів про демонічного чорнокнижника. Менеджером гурту став Петер Ціммерман. Склад гурту був переважно чоловічим, але з самого початку безсумнівним лідером була 19-річна Доро Пеш.
Скоро Warlock вирушив у свою першу концертну подорож країною (разом з гуртом Trance), взяв участь у кількох рок-фестивалях. На одному з них, «Німецькі рок-зустріч», він отримав головну нагороду. Гроші музиканти вирішили витратити на запис та видання першого синглу. За це взялася бельгійська фірма «Mausoleum», яка також фінансувала шестиденну сесію, в результаті якої наприкінці 1984 року з'явився дебютний альбом під назвою «Burning The Witches».
Невдовзі після цього група гастролювала і поза кордонами Німеччини: подалася в коротке турне країнами Бенілюксу та виступила на рок-фестивалі «Earthquake Festival» у Нідерландах. Були також заплановані концерти у Великій Британії та Франції, але керівники фірми «Mausoleum» не дуже квапилися фінансувати їх, хоча раніше і взяли на себе таке зобов'язання.
У середині 1984 року члени гурту шукали собі заможнішу фірму, яка дотримувалася б своїх зобов'язань. Спочатку вони звернулися до керівництва фірми «Vertigo». Один з шефів цієї фірми прийняв запрошення відвідати концерт гурту в клубі «Динамо» (тоді гурт вів активну клубну концертну діяльність) міста Ейндховен. Скоро після цього в лютому 1985 року було підписано контракт, а вже в травні того ж року з'явився альбом «Hellbound», який потрапив до списку найкращих 75 альбомів ФРН.
Одночасно гурт не припиняв активної концертної діяльності. У вересні 1985 року він виступив на «Lorely-Festival» разом з такими відомими виконавцями, як Metallica, Nazareth, Pretty Maids, Running Wild та Wishbone Ash. 1986 року гурт виступив на рок-фестивалі «Монстри року» в Нюрнберзі та Маннгаймі.
Виданий у серпні 1986 року третій альбом «True As Steel» став дуже вдалим у комерційному відношенні. Остаточне його опрацювання здійснив у Голлівуді відомий продюсер Майкл Уейдженер. Тому й не дивно, що цей альбом зайняв 9 позицію серед найбільш тиражних платівок ФРН 1986 року.
У березні 1987 року Доро Пеш від'їздить до Нью-Йорку для промоції альбому гурту, але тоді ж починають псуватися стосунки в гурті. Ще 1985 року гурт залишив Руді Граф, а в 1987 році його покинули, посварившись з вокалісткою, Петер Сігеті та Франк Ріттель, які приєдналися до гурту UDO під керівництвом Удо Діркшнайдера, колишнього вокаліста гурту Accept. На їх місце Доро Пеш взяла гітариста Ніко Арванітіса та двох американців: гітариста Томмі Болана та басиста Томмі Хенріксена Хантера. Наступний альбом гурту «Triumph And Agony» (1987) був записаний у США.
Вже починаючи з дебютного альбому гурт показав, що чудово розуміє естетику важкого металу і пропонує прості мелодії, з інтенсивною ритмікою та суворим звучанням. Пісні гурту нагадували твори інших «корифеїв» жанру, але у виконанні Доро Пеш вони набували свіжості та оригінальності. Доро вдалося зберегти молодечий ентузіазм та запал, тому кожен наступний альбом ставав все досконалішим з технічного погляду, але зберігав ентузіазм та свіжість виконання.
В 1989 році ще раз змінився склад гурту, до неї входили Доро Пеш, Томмі Хенріксен, Джон Девін та Боббі Рондінеллі. У цей час Петер Ціммерманн, колишній менеджер групи, подав до суду на права на назву групи та виграв. Пеш продовжувала боротися за ім'я, але поступилася проханням звукозаписних компаній перейменувати групу в DORO. Вона продовжила кар'єру як сольна вокалістка. Пеш зрештою повернула собі права, на ім'я Warlock у 2011 році, після багатьох років судових баталій. DORO — активний гурт, який досі виконує пісні Warlock на своїх живих виступах.

## Дискографія
- 1983: Burning The Witches
- 1985: Hellhound
- 1986: True As Steel
- 1987: Triumph And Agony
- 1989: Force Majeure
- 1991: Rare Diamonds